# Боабдиль
Мухаммед XII Абу Абдаллах, известный как Боабдиль (араб. أبو عبد الله محمد الثاني عشر‎, 1459, Гранада — погиб в 1527, по другим источникам в 1533, Фес) — последний эмир Гранады в 1482—1483 и 1485—1492 годах.

## Биография
В 1482 году взошел на престол Гранадского эмирата с помощью Абенсерагов после свержения своего отца Абу-ль-Хасана Али, прозванного Мулей Хасан (1464—1482).
Причиной изменения на престоле был конфликт в недрах династии Насридов. Абу-ль-Хасан Али хотел передать власть сыновьям, родившимся от христианской наложницы Исабе́ль де Соли́с, захваченной в плен дочери испанского полководца Санчо Химе́неса, в исламе принявшей имя Сорайя. Она не могла примириться с его главной женой Айшей аль-Хорр, бывшей матерью Боабдиля. Боязнь, что Мулей Хасан назначит наследниками трона детей Сорайи, подтолкнула Айшу вступить в заговор с аристократическим кланом Абенсерагов, чтобы свергнуть с престола Абу-ль-Хасана Али и посадить на трон Боабдиля. Хитростью высвободив сына из заточения, Айша организовала побег Боабдиля в Гуадис, где он встал во главе войска клана Абенсераги. Некоторое время спустя, 5 июля 1482 года Боабдиль торжественно вступил на Гранадский престол, находившийся в состоянии войны с Королевством Кастилии и Леона.

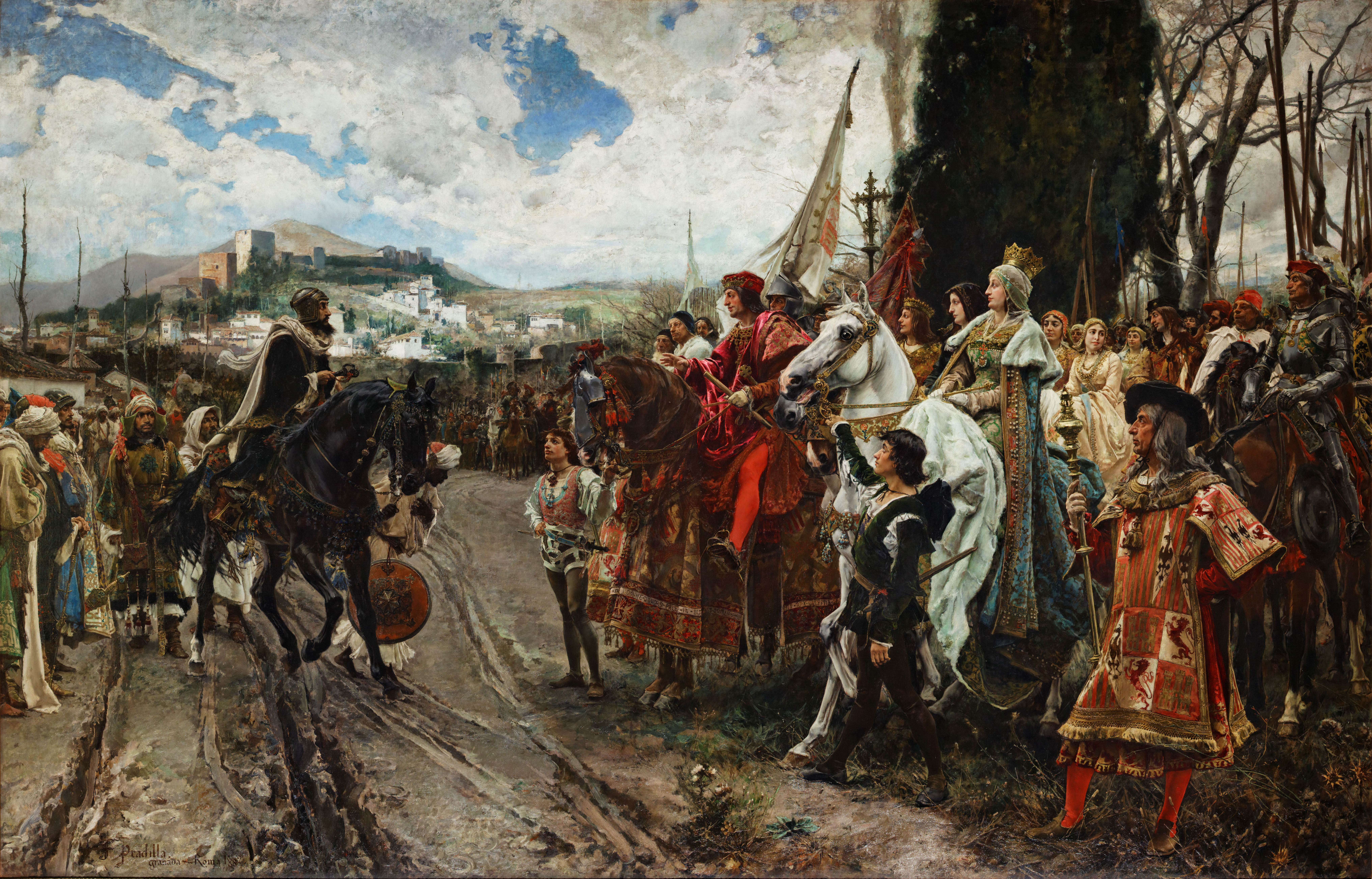
Сдача Гранады католическим королям. Франсиско Прадилья. 1882. Дворец Сената в Мадриде

В 1483 Мухаммед XII был взят в плен после поражения от испанцев в Лусене. Обрел свободу после смерти своего отца в 1485. Ему пришлось пойти на уступки Королевству Кастилии и Леона. Боабдилю удалось объединить Гранадский эмират, но его власть становилась всё слабее. Испанцы выигрывали всё новые сражения, а гражданская война продолжалась, поскольку Мухаммед XIII пытался вернуть себе власть. В 1487 испанцы завоевали Ма́лагу. Боабдиль попросил помощи у турецкого султана, но помощь последнего была ограничена нападениями пиратов на побережье. В 1489 пала Альмерия.
В 1491 году началась осада Гранады. 2 января 1492 Мухаммед XII капитулировал, сдав город католическим королям — Изабелле Кастильской и Фердинанду Арагонскому. Это событие ознаменовало конец Реконкисты.

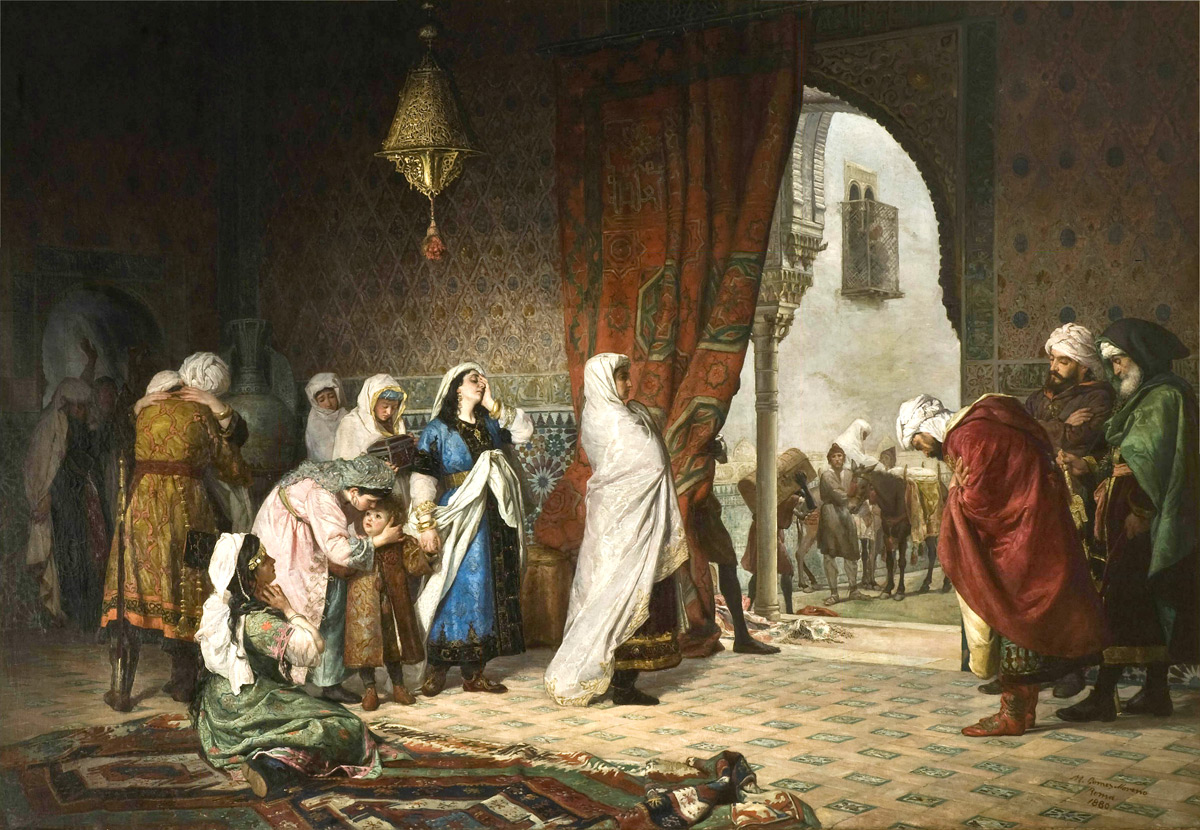
Семья Боабдиля покидает Альгамбру.

После падения Гранады Боабдиль жил до 1494 года в предоставленных ему испанцами поместьях в Альпуха́ррах. Затем он переехал в Фес, где жил под присмотром султана Абу аль-Аббас Ахмад ибн Мухаммада. Безуспешно пытался получить возмещение Гранаде.
Боабдиль погиб в 1527 (по другим источникам в 1533) году в Фесе, сражаясь во главе фесских войск против мароккского императора. Место, с которого Боабдиль бросил последний взгляд на Альгамбру, ещё и поныне иногда называют «последний вздох мавра» или перевал «Вздох Мавра» (es:Puerto del Suspiro del Moro).

## В искусстве
- В 1595 году Хинес Перес де Итa опубликовал роман «Повесть о Сегри и Абенсеррахах». Основная часть книги посвящена событиям, происходящим в Гранаде в последние годы перед взятием Гранадского эмирата Католическими королями и завершением Реконкисты.
- В 1892 году Мориц Мошковский написал оперу «Боабдиль — последний король мавров».
- К югу от Гранады есть горный перевал, называемый Суспи́ро-дель-Мо́ро (то есть Вздох Мавра, es:Puerto del Suspiro del Moro), где, по преданию, Боабдиль последний раз взглянул на Гранаду и, вздохнув, безутешно заплакал. В 1995 году Салман Рушди опубликовал книгу «Последний вздох Мавра» (The Moor’s Last Sigh, El último suspiro del morо), посвященную этой теме. По легенде, именно здесь мать сказала Боабдилю: «Не сумевший защитить Гранаду как мужчина, оплакивает её как женщина» («Llora como mujer lo que no has sabido defender como un hombre»).
- Является одним из персонажей 2-го сезона испанского исторического телесериала «Изабелла»